# Кухня в Парижі
«Кухня в Парижі» — російський повнометражний фільм телеканалу СТС 2014 року.

## Зміст
Колектив «Клод Моне» не раз у минулому переживав важкі моменти. Але цього разу перед ними постане випробування титанічних масштабів. Кухарям доведеться вирушити в Париж, щоб обслуговувати переговори президентів Росії та Франції. В той самий час Макс і Віка планують весілля, але поява красивого француза Ніколя може зруйнувати їхні стосунки. Шеф так само зустріне конкурента, але вже в професійній царині...

## Історія створення
Зйомка проходила переважно у Франції і почалася 6 вересня 2013 року в Парижі, а завершилася вже в Росії 18 лютого 2014 року. Всього знімальний процес тривав 53 дні, і було відзнято 106 хвилин хронометражу.
24 квітня 2014 року в Москві і в Санкт-Петербурзі в кінотеатрах «Жовтень» і «Художній» відповідно був представлений передпрем'єрний показ фільму, на якому були присутні виконавці головних ролей у фільмі Олена Подкамінська, Марк Богатирьов та Венсан Перес, а також режисер фільму - Дмитро Дьяченко.
1 травня 2014 року кінотеатри Росії та інших країн показали перші сеанси фільму «Кухня в Парижі».

## У ролях
| Актор              | Роль                                                                                     |
| ------------------ | ---------------------------------------------------------------------------------------- |
| Марк Богатирьов    | Максим Леонідович Лавров (Макс) кухар ресторану «Claude Monet» та «Avrora»               |
| Олена Підкамінська | Вікторія Сергіївна Лаврова (Гончарова) артдиректор ресторану «Claude Monet» та «Avrora»  |
| Дмитро Нагієв      | камео власник ресторану «Claude Monet»                                                   |
| Дмитро Назаров     | Віктор Петрович Баринов шеф-кухар ресторану «Claude Monet» та «Avrora»                   |
| Венсан Перес       | Ніколя Дюбон залицяльник Віки, парижанин, начальник охорони президента Франції           |
| Віктор Хоріняк     | Костянтин Анісімов (Костя) бармен, одружений з офіціанткою Настею                        |
| Ольга Кузьміна     | Настя офіціантка, одружена з барменом Костею                                             |
| Олег Табаков       | Петро Аркадійович Баринов шеф-кухар ресторану «Victor» в Парижі, батько Віктора Баринова |
| Сергій Лавигін     | Арсеній Чуганін (Сеня) кухар, фахівець із м'яса, найкращий друг Феді                     |
| Михайло Тарабукін  | Федір Юрченко (Федя) кухар, фахівець по рибі, найкращий друг Сені                        |
| Микита Тарасов     | Людовик Бенуа (Луї) кондитер з Прованса                                                  |
| Хелена Ногерра     | президент Франції                                                                        |
| Анатолій Горбунов  | президент Росії                                                                          |
| Сергій Єпішев      | Лев Соловйов (Льова) су-шеф ресторану Claude Monet                                       |
| Жанил Асанбекова   | Айнура прибиральниця-посудомийка з Бішкека                                               |
| Олена Чернявська   | Ангеліна хостес ресторану Claude Monet                                                   |
| Ірина Темічева     | Єва офіціантка                                                                           |

## Факти
- На початку фільму пародіюються деякі моменти мультфільму Рататуй, в російському дубляжі якого брав участь актор Дмитро Назаров. Також на початку фільму у шефа в кабінеті лежить DVD з мультфільмом
- У перший же день знімали складну сцену в Парижі: зустріч Президентів Франції та Росії, в якій були залучені десятки акторів і статистів, транспорт і складна техніка.
- Щоб зняти пробіг миші по підлозі і вид «очима миші», технарі зі знімальної групи спорудили спеціальний пристрій - мінікран. Цікавих ракурсів вдалося добитися і помістивши камеру в суп.
- Венсан Перес допомагав Олені Подкамінській і Микиті Тарасову освоювати всі нюанси французької вимови.
- У Франції в знімальній групі було більш як 35 французів. Місцеві кінематографісти відзначали, що це безпрецедентна цифра для іноземного проекту.
- Навесні 2013 творці серіалу «Кухня» зустрілися в Парижі, щоб відзначити вихід 2 сезону проекту. Під час прогулянок по набережних Сени виникла ідея знімати фільм у французькій столиці.
- Зйомки в Парижі були ускладнені численними бюрократичними процедурами. Буквально всі переміщення знімальної групи регулювалися спеціальними дозволами, поліція (як «сухопутна», так і річкова) проводила постійні перевірки.
- На роль Ніколя, начальника протоколу французького Президента, творці розглядали Венсана Касселя.
- Через складність акторських графіків в деяких загальних сценах артисти «зустрічалися» тільки після монтажу, так як один знімався в цій сцені, наприклад, у жовтні, другий - у листопаді, а третій - в лютому.
- Дуже довго довелося домагатися дозволу на стрибок каскадера в Сену. Йому навіть довелося робити спеціальне щеплення. А поліцейські, які виникли з перевіркою як тільки стрибок відбувся, запропонували надалі звертатися до них, бо вони - «відомі стрибуни».
- Всій групі запам'яталась зйомка в паризькому кварталі, де господарюють вихідці з Сенегалу. Дмитро Дьяченко розповідає: «Місцеві поліцейські нам відразу позначили: дозвіл на зйомку - це не до нас. І довелося домовлятися з мафіозі. Вони не були схожі на карикатурних афроамериканських гангстерів: це були витончені "прифранцужені" люди в шикарних костюмах і на дорогих мерседесах. Але вони таку ціну заламали, що довелося знімати неподалік, де спокійніше. І все одно було страшнувато. Відомий факт, що у Люка Бессона там одного разу камеру відбирали, і він їздив викуповувати її у головного боса».
- Дівчат-костюмерів і реквізиторів співробітники паризького аеропорту прийняли за човників: у них було 20 баулів з костюмами і реквізитом.
- Також в Париж і назад їздила ціла фура з меблями і технікою.